# Championnat panaméricain masculin de handball 2016
Navigation
Uruguay 2014 Groenland 2018
La 16e édition du championnat panaméricain masculin de handball s'est déroulé du 11 au 19 juin 2016 en Argentine, qui l'organise pour la quatrième fois. C'est une compétition organisée par la Fédération panaméricaine de handball et qui réunit les meilleures sélections nationales américaines.

## Lieux de compétition
Tous les matchs ont lieu au Tecnópolis de Buenos Aires.

## Qualifications

### Désaffection du Venezuela
La compétition devait initialement se dérouler à Barquisimeto au Venezuela du 1er au 9 juin 2016. À cause des problèmes économiques touchant le Venezuela, le pays a renoncé à organiser la compétition qui a alors été reprogrammée à Buenos Aires en Argentine.
Par conséquent, la Fédération panaméricaine de handball a choisi le Mexique comme équipe remplaçante.

### Équipes qualifiées
| Pays       | Motif de qualification                               |
| ---------- | ---------------------------------------------------- |
| Venezuela  | Pays hôte initial de la compétition (voir ci-dessus) |
| Argentine  | Vainqueur du Championnat panaméricain 2014           |
| Brésil     | Deuxième du Championnat panaméricain 2014            |
| Chili      | Troisième du Championnat panaméricain 2014           |
| Uruguay    | Qualifié de la zone Amérique du Sud                  |
| Paraguay   | Qualifié de la zone Amérique du Sud                  |
| Colombie   | Qualifié de la zone Amérique du Sud                  |
| Guatemala  | Qualifié de la zone Amérique Centrale                |
| Porto Rico | Qualifié de la zone Caraïbes                         |
| États-Unis | Qualifié de la zone Amérique du Nord                 |
| Groenland  | Qualifié de la zone Amérique du Nord                 |
| Canada     | Qualifié de la zone Amérique du Nord                 |
| Mexique    | Remplaçant du Venezuela (voir ci-dessus)             |

## Premier tour

### Groupe A
|   | Équipe    | Pts | J | G | N | P | Bp  | Bc  | Diff |
| - | --------- | --- | - | - | - | - | --- | --- | ---- |
| 1 | Chili     | 8   | 5 | 4 | 0 | 1 | 171 | 109 | 62   |
| 2 | Argentine | 8   | 5 | 4 | 0 | 1 | 161 | 88  | 73   |
| 3 | Groenland | 8   | 5 | 4 | 0 | 1 | 166 | 131 | 35   |
| 4 | Mexique   | 4   | 5 | 2 | 0 | 3 | 122 | 159 | -37  |
| 5 | Canada    | 2   | 5 | 1 | 0 | 4 | 110 | 162 | -52  |
| 6 | Guatemala | 0   | 5 | 0 | 0 | 5 | 101 | 182 | -81  |

| 11 juin 15h10 | Chili   | 30 – 21 | Mexique          | Tecnópolis, Buenos Aires Arbitrage : Sosa, Lemes |
| 11 juin 15h10 | Baeza 7 | (18–10) | Al. Villalobos 9 | Tecnópolis, Buenos Aires Arbitrage : Sosa, Lemes |
| 11 juin 15h10 | ×3      | Rapport | ×1               | Tecnópolis, Buenos Aires Arbitrage : Sosa, Lemes |

| 11 juin 17h00 | Groenland | 31 – 24 | Canada      | Tecnópolis, Buenos Aires Arbitrage : Oliveira, Nascimento |
| 11 juin 17h00 | Høegh 6   | (16–10) | Sartisson 9 | Tecnópolis, Buenos Aires Arbitrage : Oliveira, Nascimento |
| 11 juin 17h00 | ×3        | Rapport | ×3 ×5       | Tecnópolis, Buenos Aires Arbitrage : Oliveira, Nascimento |

| 11 juin 17h00 | Argentine   | 37 – 12 | Guatemala | Tecnópolis, Buenos Aires Arbitrage : Reyes, Zuñiga |
| 11 juin 17h00 | Fernández 8 | (19–3)  | Herrera 4 | Tecnópolis, Buenos Aires Arbitrage : Reyes, Zuñiga |
| 11 juin 17h00 | ×2          | Rapport | ×3 ×4     | Tecnópolis, Buenos Aires Arbitrage : Reyes, Zuñiga |

| 12 juin 15h00 | Canada              | 13 – 37 | Argentine   | Tecnópolis, Buenos Aires Arbitrage : Ojeda, Zapata |
| 12 juin 15h00 | Sartisson, Touzel 3 | (5–17)  | Fernández 8 | Tecnópolis, Buenos Aires Arbitrage : Ojeda, Zapata |
| 12 juin 15h00 | ×3 ×4               | Rapport | ×2 ×3       | Tecnópolis, Buenos Aires Arbitrage : Ojeda, Zapata |

| 12 juin 16h00 | Mexique          | 24 – 36 | Groenland         | Tecnópolis, Buenos Aires Arbitrage : Pinto, Menezes |
| 12 juin 16h00 | Al. Villalobos 6 | (12–18) | Høegh, Ingemann 7 | Tecnópolis, Buenos Aires Arbitrage : Pinto, Menezes |
| 12 juin 16h00 | ×1 ×3 ×1         | Rapport | ×1 ×3             | Tecnópolis, Buenos Aires Arbitrage : Pinto, Menezes |

| 12 juin 18h00 | Guatemala           | 11 – 41 | Chili                        | Tecnópolis, Buenos Aires Arbitrage : Quadros, Lima |
| 12 juin 18h00 | Garrido, Grijalva 3 | (7–21)  | Er. Feuchtmann, E. Salinas 7 | Tecnópolis, Buenos Aires Arbitrage : Quadros, Lima |
| 12 juin 18h00 | ×1                  | Rapport | ×2 ×4 ×1                     | Tecnópolis, Buenos Aires Arbitrage : Quadros, Lima |

| 13 juin 15h00 | Argentine | 42 – 17 | Mexique                                    | Tecnópolis, Buenos Aires Arbitrage : Oliveira, Nascimento |
| 13 juin 15h00 | Pizarro 8 | (21–7)  | Sandoval, Ab. Villalobos, Al. Villalobos 3 | Tecnópolis, Buenos Aires Arbitrage : Oliveira, Nascimento |
| 13 juin 15h00 | ×3 ×6     | Rapport | ×3 ×2 ×1                                   | Tecnópolis, Buenos Aires Arbitrage : Oliveira, Nascimento |

| 13 juin 16h00 | Guatemala           | 24 – 27 | Canada   | Tecnópolis, Buenos Aires Arbitrage : Prieto, González |
| 13 juin 16h00 | Grijalva, Herrera 5 | (7–18)  | Spence 8 | Tecnópolis, Buenos Aires Arbitrage : Prieto, González |
| 13 juin 16h00 | ×2 ×3               | Rapport | ×3 ×4    | Tecnópolis, Buenos Aires Arbitrage : Prieto, González |

| 13 juin 19h00 | Chili        | 37 – 29 | Groenland | Tecnópolis, Buenos Aires Arbitrage : Tonnies, Schulze |
| 13 juin 19h00 | R. Salinas 8 | (16–16) | Høegh 16  | Tecnópolis, Buenos Aires Arbitrage : Tonnies, Schulze |
| 13 juin 19h00 | ×2 ×4        | Rapport | ×2 ×5 ×1  | Tecnópolis, Buenos Aires Arbitrage : Tonnies, Schulze |

| 15 juin 15h00 | Groenland    | 25 – 23 | Argentine    | Tecnópolis, Buenos Aires Arbitrage : Quadros, Lima |
| 15 juin 15h00 | Kreutzmann 8 | (12–12) | P. Simonet 6 | Tecnópolis, Buenos Aires Arbitrage : Quadros, Lima |
| 15 juin 15h00 | ×3 ×2        | Rapport | ×2 ×5        | Tecnópolis, Buenos Aires Arbitrage : Quadros, Lima |

| 15 juin 16h00 | Mexique           | 32 – 31 | Guatemala  | Tecnópolis, Buenos Aires Arbitrage : Pinto, Menezes |
| 15 juin 16h00 | Ávalos, Morales 6 | (19–13) | Martínez 8 | Tecnópolis, Buenos Aires Arbitrage : Pinto, Menezes |
| 15 juin 16h00 | ×3 ×4             | Rapport | ×3         | Tecnópolis, Buenos Aires Arbitrage : Pinto, Menezes |

| 15 juin 19h00 | Chili            | 42 – 26 | Canada    | Tecnópolis, Buenos Aires Arbitrage : Sosa, Lemes |
| 15 juin 19h00 | Er. Feuchtmann 7 | (23–12) | Touzel 11 | Tecnópolis, Buenos Aires Arbitrage : Sosa, Lemes |
| 15 juin 19h00 | ×2 ×5 ×1         | Rapport | ×2 ×5 ×2  | Tecnópolis, Buenos Aires Arbitrage : Sosa, Lemes |

| 16 juin 15h00 | Groenland | 45 – 23 | Guatemala | Tecnópolis, Buenos Aires |
| 16 juin 15h00 | Moller 16 | (25–13) | Herrera 9 | Tecnópolis, Buenos Aires |
| 16 juin 15h00 | ×1 ×2     | Rapport | ×1        | Tecnópolis, Buenos Aires |

| 16 juin 18h00 | Canada      | 20 – 28 | Mexique   | Tecnópolis, Buenos Aires |
| 16 juin 18h00 | Sartisson 5 | (12–13) | Morales 8 | Tecnópolis, Buenos Aires |
| 16 juin 18h00 | ×3          | Rapport | ×3 ×4     | Tecnópolis, Buenos Aires |

| 16 juin 19h00 | Argentine | 22 – 21 | Chili            | Tecnópolis, Buenos Aires |
| 16 juin 19h00 | Vieyra 7  | (15–8)  | Em. Feuchtmann 5 | Tecnópolis, Buenos Aires |
| 16 juin 19h00 | ×3 ×6 ×1  | Rapport | ×2 ×6            | Tecnópolis, Buenos Aires |

### Groupe B
|   | Équipe     | Pts | J | G | N | P | Bp  | Bc  | Diff |
| - | ---------- | --- | - | - | - | - | --- | --- | ---- |
| 1 | Brésil     | 10  | 5 | 5 | 0 | 0 | 214 | 78  | 136  |
| 2 | Uruguay    | 8   | 5 | 4 | 0 | 1 | 135 | 113 | 22   |
| 3 | Porto Rico | 6   | 5 | 3 | 0 | 2 | 145 | 143 | 2    |
| 4 | États-Unis | 4   | 5 | 2 | 0 | 3 | 122 | 143 | -21  |
| 5 | Colombie   | 2   | 5 | 1 | 0 | 4 | 100 | 169 | -69  |
| 6 | Paraguay   | 0   | 5 | 0 | 0 | 5 | 115 | 185 | -70  |

| 11 juin 15h00 | États-Unis | 26 – 31 | Porto Rico | Tecnópolis, Buenos Aires Arbitrage : Grillo, Lenci |
| 11 juin 15h00 | Hines 9    | (15–13) | Nazario 11 | Tecnópolis, Buenos Aires Arbitrage : Grillo, Lenci |
| 11 juin 15h00 | ×1         | Rapport | ×2         | Tecnópolis, Buenos Aires Arbitrage : Grillo, Lenci |

| 11 juin 20h05 | Brésil     | 54 – 14 | Paraguay | Tecnópolis, Buenos Aires Arbitrage : Christiansen, Hesseldal Hansen |
| 11 juin 20h05 | Chiuffa 11 | (30–7)  | Pérez 4  | Tecnópolis, Buenos Aires Arbitrage : Christiansen, Hesseldal Hansen |
| 11 juin 20h05 | ×2         | Rapport | ×2 ×3    | Tecnópolis, Buenos Aires Arbitrage : Christiansen, Hesseldal Hansen |

| 11 juin 20h00 | Uruguay | 33 – 11 | Colombie   | Tecnópolis, Buenos Aires Arbitrage : Burgos, Delgado |
| 11 juin 20h00 | Lees 5  | (14–5)  | Restrepo 4 | Tecnópolis, Buenos Aires Arbitrage : Burgos, Delgado |
| 11 juin 20h00 | ×1 ×3   | Rapport | ×3         | Tecnópolis, Buenos Aires Arbitrage : Burgos, Delgado |

| 12 juin 17h00 | Porto Rico         | 24 – 38 | Brésil    | Tecnópolis, Buenos Aires Arbitrage : Ochatt, Hernalz |
| 12 juin 17h00 | Hiraldo, Nazario 5 | (15–20) | Chiuffa 7 | Tecnópolis, Buenos Aires Arbitrage : Ochatt, Hernalz |
| 12 juin 17h00 | ×2 ×5              | Rapport | ×2 ×1     | Tecnópolis, Buenos Aires Arbitrage : Ochatt, Hernalz |

| 12 juin 19h00 | Paraguay        | 19 – 34 | Uruguay                                | Tecnópolis, Buenos Aires Arbitrage : Schulze, Tonnies |
| 12 juin 19h00 | Pérez, Ramiro 4 | (10–15) | Lees, Rubbo, Brum, Velazco, Gonzalez 4 | Tecnópolis, Buenos Aires Arbitrage : Schulze, Tonnies |
| 12 juin 19h00 | ×3 ×5           | Rapport | ×3 ×5                                  | Tecnópolis, Buenos Aires Arbitrage : Schulze, Tonnies |

| 12 juin 20h05 | Colombie  | 21 – 29 | États-Unis | Tecnópolis, Buenos Aires Arbitrage : Christiansen, Hesseldal Hansen |
| 12 juin 20h05 | Montoya 5 | (9–12)  | Reed 9     | Tecnópolis, Buenos Aires Arbitrage : Christiansen, Hesseldal Hansen |
| 12 juin 20h05 | ×1 ×4     | Rapport | ×3 ×5      | Tecnópolis, Buenos Aires Arbitrage : Christiansen, Hesseldal Hansen |

| 13 juin 17h00 | Brésil            | 42 – 10 | Colombie   | Tecnópolis, Buenos Aires Arbitrage : Zavalla, Moraga |
| 13 juin 17h00 | Chiuffa, Borges 7 | (21–7)  | Restrepo 4 | Tecnópolis, Buenos Aires Arbitrage : Zavalla, Moraga |
| 13 juin 17h00 | ×3 ×2             | Rapport | ×1 ×4      | Tecnópolis, Buenos Aires Arbitrage : Zavalla, Moraga |

| 13 juin 18h00 | Paraguay | 26 – 34 | Porto Rico         | Tecnópolis, Buenos Aires Arbitrage : Burgos, Delgado |
| 13 juin 18h00 | Pérez 5  | (13–17) | Hiraldo, Nazario 8 | Tecnópolis, Buenos Aires Arbitrage : Burgos, Delgado |
| 13 juin 18h00 | ×3 ×5    | Rapport | ×3 ×7              | Tecnópolis, Buenos Aires Arbitrage : Burgos, Delgado |

| 13 juin 20h00 | Uruguay           | 26 – 21 | États-Unis       | Tecnópolis, Buenos Aires Arbitrage : Zuñiga, Reyes |
| 13 juin 20h00 | Cancio, Velazco 4 | (13–9)  | Hines, Inahara 6 | Tecnópolis, Buenos Aires Arbitrage : Zuñiga, Reyes |
| 13 juin 20h00 | ×1 ×5             | Rapport | ×2 ×5            | Tecnópolis, Buenos Aires Arbitrage : Zuñiga, Reyes |

| 15 juin 17h00 | États-Unis | 15 – 40 | Brésil    | Tecnópolis, Buenos Aires Arbitrage : Burgos, Delgado |
| 15 juin 17h00 | Hines 6    | (5–20)  | Cândido 6 | Tecnópolis, Buenos Aires Arbitrage : Burgos, Delgado |
| 15 juin 17h00 | ×3 ×4      | Rapport | ×2 ×3     | Tecnópolis, Buenos Aires Arbitrage : Burgos, Delgado |

| 15 juin 18h00 | Uruguay    | 27 – 22 | Porto Rico | Tecnópolis, Buenos Aires Arbitrage : Lenci, López Grillo |
| 15 juin 18h00 | Velazco 14 | (13–13) | Nazario 10 | Tecnópolis, Buenos Aires Arbitrage : Lenci, López Grillo |
| 15 juin 18h00 | ×2         | Rapport | ×1 ×2      | Tecnópolis, Buenos Aires Arbitrage : Lenci, López Grillo |

| 15 juin 20h00 | Colombie   | 32 – 31 | Paraguay        | Tecnópolis, Buenos Aires Arbitrage : Ochatt, Hernalz |
| 15 juin 20h00 | Restrepo 8 | (14–16) | Mendoza Cazal 8 | Tecnópolis, Buenos Aires Arbitrage : Ochatt, Hernalz |
| 15 juin 20h00 | ×1 ×2      | Rapport | ×1 ×5           | Tecnópolis, Buenos Aires Arbitrage : Ochatt, Hernalz |

| 16 juin 16h00 | Porto Rico | 34 – 26 | Colombie    | Tecnópolis, Buenos Aires |
| 16 juin 16h00 | Mercado 9  | (17–10) | Mosquera 10 | Tecnópolis, Buenos Aires |
| 16 juin 16h00 | ×1 ×3      | Rapport | ×2 ×6       | Tecnópolis, Buenos Aires |

| 16 juin 17h00 | Brésil              | 40 – 15 | Uruguay             | Tecnópolis, Buenos Aires |
| 16 juin 17h00 | L. Santos, Toledo 6 | (20–7)  | Fabra, Morandeira 4 | Tecnópolis, Buenos Aires |
| 16 juin 17h00 | ×3 ×2               | Rapport | ×2 ×3               | Tecnópolis, Buenos Aires |

| 16 juin 20h00 | États-Unis | 31 – 25 | Paraguay  | Tecnópolis, Buenos Aires |
| 16 juin 20h00 | Hines 5    | (14–13) | Salinas 6 | Tecnópolis, Buenos Aires |
| 16 juin 20h00 | ×2 ×6      | Rapport | ×2 ×3     | Tecnópolis, Buenos Aires |

## Phase finale
|  | Demi-finales                      | Demi-finales                      |                        |    | Finale                            | Finale                            |
|  | Demi-finales                      | Demi-finales                      |                        |    | Finale                            | Finale                            |
|  |                                   |                                   |                        |    |                                   |                                   |
|  | 18 juin, Tecnópolis, Buenos Aires | 18 juin, Tecnópolis, Buenos Aires |                        |    | 19 juin, Tecnópolis, Buenos Aires | 19 juin, Tecnópolis, Buenos Aires |
|  | 18 juin, Tecnópolis, Buenos Aires | 18 juin, Tecnópolis, Buenos Aires |                        |    | 19 juin, Tecnópolis, Buenos Aires | 19 juin, Tecnópolis, Buenos Aires |
|  | Chili                             | 31                                |                        |    | 19 juin, Tecnópolis, Buenos Aires | 19 juin, Tecnópolis, Buenos Aires |
|  | Chili                             | 31                                |                        |    | 19 juin, Tecnópolis, Buenos Aires | 19 juin, Tecnópolis, Buenos Aires |
|  | Uruguay                           | 24                                |                        |    | 19 juin, Tecnópolis, Buenos Aires | 19 juin, Tecnópolis, Buenos Aires |
|  | Uruguay                           | 24                                | Chili                  | 24 |                                   |                                   |
|  | 18 juin, Tecnópolis, Buenos Aires |                                   | Chili                  | 24 |                                   |                                   |
|  |                                   | Brésil                            | 28                     |    |                                   |                                   |
|  | Argentine                         | Brésil                            | 28                     | 20 |                                   |                                   |
|  | Argentine                         |                                   |                        | 20 |                                   |                                   |
|  | Brésil                            | 23                                |                        |    |                                   |                                   |
|  | Brésil                            | 23                                | Match pour la 3e place |    |                                   |                                   |
|  |                                   |                                   |                        |    |                                   |                                   |
|  | 19 juin, Tecnópolis, Buenos Aires |                                   |                        |    |                                   |                                   |
|  |                                   |                                   |                        |    |                                   |                                   |
|  | Argentine                         | 29                                |                        |    |                                   |                                   |
|  | Argentine                         | 29                                |                        |    |                                   |                                   |
|  | Uruguay                           | 13                                |                        |    |                                   |                                   |
|  | Uruguay                           | 13                                |                        |    |                                   |                                   |

### Demi-finales
| 18 juin 14h00 | Brésil    | 23 – 20 | Argentine   | Tecnópolis, Buenos Aires |
| 18 juin 14h00 | Chiuffa 5 | (9–9)   | Fernández 5 | Tecnópolis, Buenos Aires |
| 18 juin 14h00 | ×3 ×6     | Rapport | ×3 ×4       | Tecnópolis, Buenos Aires |

| 18 juin 16h00 | Chili        | 31 – 24 | Uruguay   | Tecnópolis, Buenos Aires |
| 18 juin 16h00 | R. Salinas 7 | (14–13) | Velazco 5 | Tecnópolis, Buenos Aires |
| 18 juin 16h00 | ×2 ×7 ×1     | Rapport | ×1 ×2     | Tecnópolis, Buenos Aires |

### Match pour la3eplace
| 19 juin 19h00 | Uruguay        | 13 – 29 | Argentine | Tecnópolis, Buenos Aires |
| 19 juin 19h00 | Fabra, Rubbo 4 | (5–15)  | Pizarro 6 | Tecnópolis, Buenos Aires |
| 19 juin 19h00 | ×1 ×3          | Rapport | ×3 ×4     | Tecnópolis, Buenos Aires |

### Finale
| 19 juin 16h30 | Chili            | 24 – 28 | Brésil   | Tecnópolis, Buenos Aires |
| 19 juin 16h30 | Er. Feuchtmann 9 | (12–15) | Pozzer 6 | Tecnópolis, Buenos Aires |
| 19 juin 16h30 | ×3 ×4            | Rapport | ×2 ×5    | Tecnópolis, Buenos Aires |

## Statistiques et récompenses

### Meilleurs buteurs
- Meilleur buteur :  Minik Dahl Høegh, 56 buts

### Équipe-type
L’équipe-type de la compétition est :
| Poste           | Joueur            |
| --------------- | ----------------- |
| Meilleur joueur | Minik Dahl Høegh  |
| Gardien         | Matías Schulz     |
| Ailier droit    | Fábio Chiuffa     |
| Arrière droit   | Rodrigo Salinas   |
| Demi-centre     | Sebastián Simonet |
| Arrière gauche  | Minik Dahl Høegh  |
| Ailier gauche   | Felipe Borges     |
| Pivot           | Esteban Salinas   |